# Pasthal
Pasthal é uma vila no distrito de Thane, no estado indiano de Maharashtra.

## Demografia
Segundo o censo de 2001, Pasthal tinha uma população de 16,185 habitantes. Os indivíduos do sexo masculino constituem 53% da população e os do sexo feminino 47%. Pasthal tem uma taxa de literacia de 82%, superior à média nacional de 59.5%: a literacia no sexo masculino é de 86% e no sexo feminino é de 79%. Em Pasthal, 13% da população está abaixo dos 6 anos de idade.